# Karl Heidler von Heilborn
Karl Joseph Heidler Edler von Heilborn (26. leden 1792 Falkenau an der Eger, jako Joseph Karl Heidler – 13. května 1866 Praha), byl český lázeňský lékař, příznivec a propagátor Mariánských Lázní a autor nejméně 25 lékařských odborných publikací. Byl prvním lázeňským lékařem v Mariánských Lázních v nově zřízené funkci „Zemského knížecího lékaře pramenů“. Patří k osobnostem, které se významně zasloužily o vznik a rozvoj Mariánských Lázní.

## Život
Joseph Karl Heidler se narodil jako syn falknovského měšťana a kožešnického mistra Johanna Antona Heidlera (1765–1829) a jeho ženy Clary, roz. Fischer (1754–1815). Jeho matka ovdověla v roce 1786, prvním manželem byl bednářský mistr Andreas Brambach (1757–1778), z tohoto manželství vzešel syn, který v roce zemřel. Její starší syn, Joseph Anton Heidler (1786–1864) byl otcem Karla Heidlera (1809–1887), rakousko-uherského generála (Generál štábní lékař – Generalstabsarzt) a profesora, povýšeného do šlechtického stavu s titulem „von Egeregg“.
Karl Heidler navštěvoval Piaristické gymnázium v Ostrově (Schlackenwerth) a lyceum v Plzni. Poté pokračoval ve studiu medicíny na Karlově univerzitě v Praze, kde 14. dubna 1818 promoval jako Doktor medicíny a magistr porodnictví. Heidlerův otec Anton, už jako vdovec, se společně se synem přesunul do nově vznikajících lázní a postavil zde velký dům, zvaný Römer.
Od roku 1820 byl Heidler také osobním lékařem Johanna Wolfganga von Goethe, který jej nazval „moudrým mladým mužem“. Oba si vyměňovali své poznatky v oblastech zájmu o geologii a přírodní vědy a vzájemně se podporovali. Jejich práce zahrnovala 52stránkový herbář, který začal vytvářet Goethe v roce 1823 a Heidler jej později dokončil. Goetheho s Heidlerem pojilo přátelství, byl kmotrem jednoho z Heidlerových synů. Při křtu syna Michaela (1821–1892) byl kmotrem nejmladší syn ruského cara Pavla I. Michail Pavlovič (1798–1849).
Už v roce 1822 označil mariánskolázeňské sady za významnou součást zdejšího léčebného procesu. Od roku 1822, kromě své lékařské práce, sestavoval za pomoci přítele z Prahy, Dr. Duchla, Dr. Kunze z Lipska a zakladatele lázeňských sadů, zahradníka Václava Skalníka soupis místního rostlinstva a zabýval se zejména určováním rostlin z rašeliništních polí. Václav Skalník byl také autorem ilustrací v jím sestavovaném herbáři.
V roce 1828 byl Karl povolán do nové funkce funkce na místě zakladatele lázní Johanna Josefa Nehra, na doporučení místodržícího F. A. Kolowrata a přijat opatem opatem premonstrátského kláštera v Teplé Karlem Reitenbergrem.
Od roku 1829 byl císařským radou, od roku 1832 měl titul Sasko-míšeňského lékařského rady (Herzogl. Sachsen-Meiningscher Medizinalrat), v roce 1835 byl jmenován carským státním radou a o dva roky později Saským dvorním radou.
Jeho zásluhou bylo i vybudování mnoha prospěšných lázeňských zařízení, jako byla čerpadla k jímání minerálních vod, užívání skleněných měřidel nebo úprava okolí lázeňských pramenů.
V roce 1844 získal Karl Heidler panství zámek Staré Sedliště, který až do roku 1945 zůstal ve vlastnictví rodiny. Heidler byl v roce 1846 zakladatelem první městské nemocnice v rodném městě Falkenau, ke kterému patřila i zahrada. Jeho odborné znalosti, všestrannost a mezi jinými i poznatky o léčbě cholery jsou zaznamenány v různých dobových knižních tiscích.
Za své zásluhy byl 12. února 1858 císařem Františkem Josefem I. povýšen do šlechtického stavu s čestným titulem Edler a predikátem von Heilborn.
Heidler odešel v roce 1857 na odpočinek, kromě Mariánských Lázní pobýval i v Praze, kde po cévní mozkové příhodě 13. května 1866 zemřel. Jeho tělo bylo převezeno do Mariánských Lázní, kde bylo 18. května 1866 uloženo vedle jeho manželky Theresie (1795–1861). Karl Heidler zanechal, kromě zámku ve Starém Sedlišti také dva velké domy v Mariánských Lázních.

## Rodina a potomci

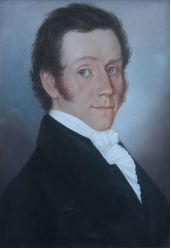
Karl Joseph Heidler von Heilborn (1842, soukromá sbírka)

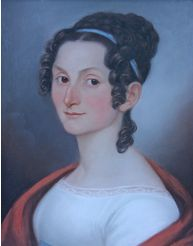
Theresia Heidler von Heilborn, roz. Pfrogner (1842, soukromá sbírka)

Karl Heidler von Heilborn se 14. dubna 1819 oženil s Marií Theresií Pfrogner (18. Januar 1795, Königswart – 17. srpna 1861, Mariánské Lázně). Jejími rodiči byli Dr. jur. Alexander Pfrogner (* 24. října 1761, Planá, úředník v Kynžvartu a advokát v Plané) a Victoria, roz. Steiner. Pfrogner přišel o svůj majetek v důsledku státního bankrotu Rakouského císařství v roce 1811 na základě „finančního patentu“ rakouského císaře Františka I.
Karl a Theresie Heidlerovi měli v letech 1820 až 1831 sedm dětí, z nichž se ale dospělosti dožila pouze jediná dcera a syn:
1. Therese Heidler von Heilborn (16. ledna 1820, Praha – 17. prosince 1903, tamtéž): provdala se 14. září 1841 v Mariánských Lázních za lékaře Dr. med. Emila Kratzmanna (1815–1867) z Chrastavy (Kratzau), místního lázeňského lékaře.
2. Michael Karl Heidler von Heilborn (16. srpna 1821, Mariánské Lázně – 16. ledna 1892, Královské Vinohrady): dědic a držitel panství Alt Zedlisch, Lukavec a Innichen a čestný občan města Tachov; 11. listopadu 1845 se v Jablonci (Gablonz) oženil s Barbarou Pfeiffer (1825–1869)

Jeho syn Karl Heidler von Heilborn (28. ledna 1846, Alt Zedlisch – 8. ledna 1907, tamtéž): lázeňský lékař v Mariánských Lázních, dědic panství svého otce; 29. října 1875 si v Liberci vzal za manželku Herminu Horn (1855–1924) z Liberce (Reichenberg).

## Publikace
výběr
- 1819: Über die Gas-Bäder in Marienbad, nebst einer skizzierten Beschreibung dieses Curortes
- 1822: Marienbad nach eigenen bisherigen Beobachtungen und Ansichten ärztlich dargestellt
- 1826: Regeln für den Gebrauch der Gesundbrunnen und Heilbäder in Marienbad
- 1833: Die Waldquelle zu Marienbad
- 1836: Über den Gebrauch mineralischer Wässer am Abend
- 1837: Alte Gründe für den neuen Ruf von Marienbad
- 1837: Naturhistorische Darstellung des Curorts Marienbad
- 1837: Die Waldquelle zu Marienbad
- 1839: Über die Heilerde oder den Badeschlamm von Marienbad (spoluautor R. Brandes), Hannover 1839
- 1860: Der neue Mineralmoor zu Marienbad als eine Bereicherung der medicinischen Vielseitigkeit dieses Curorts

## Ocenění
- 1835: Imperátorský a carský řád svatého Stanislava III. třídy
- 1836: Rytířský kříž Řádu Spasitele Řeckého království
- 1836: Pruský Řád červené orlice

Heidler byl čestným, respektive korespondujícím členem většiny učených, lékařských a přírodovědeckých učených společností své doby (Vídeň, Berlín, Bonn, Vratislav, Drážďany, Halle (Saale), Jena, Lipsko, Brusel, Krakov, Londýn, Moskva, Paříž, Stockholm). Na jeho počest byla pojmenováno náměstí ulice v rodném Sokolově (tehdy Falkenau an der Eger), v lázeňském parku založeném Václavem Skalníkem v Mariánských lázních byl vztyčen pískovcový Heidlerův obelisk. Postavit jej nechali vděční polští lázeňští hosté (grati poloni) v roce 1858.